# Komendantivka, Kobeleakî
Komendantivka (în ucraineană Комендантівка) este localitatea de reședință a comunei Komendantivka din raionul Kobeleakî, regiunea Poltava, Ucraina.

## Demografie
Componența lingvistică a localității Komendantivka
     Ucraineană (94,23%)
     Rusă (2,58%)
     Alte limbi (0,6%)
Conform recensământului din 2001, majoritatea populației localității Komendantivka era vorbitoare de ucraineană (94,23%), existând în minoritate și vorbitori de rusă (2,58%).